# Wnt-Signalweg

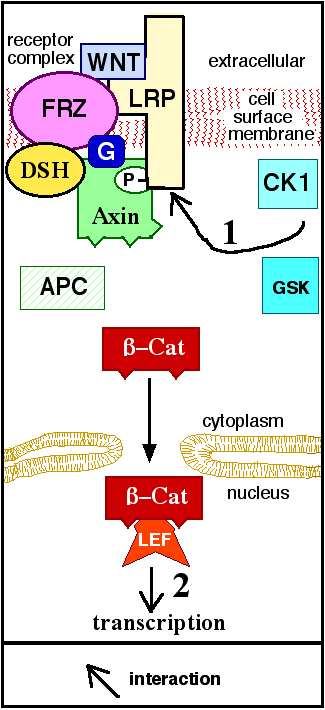
Wnt-Signalweg

Der Wnt-Signalweg ist einer von vielen Signaltransduktionswegen, durch die Zellen auf äußere Signale reagieren können. Der Signalweg ist nach seinem Liganden „Wnt“ benannt, ein Signalprotein, das als lokaler Mediator eine wichtige Funktion bei der Entwicklung verschiedener tierischer Zellen einnimmt. „Wnt“ setzt sich zusammen aus Wg für Wingless und Int-1. Die Bezeichnung Wingless-type stammt aus Beobachtungen mit der Taufliege Drosophila melanogaster, in der Mutationen im wingless-Gen zu einer flügellosen Variante der Fliegen führen. Das Int-Gen fördert bei Mäusen die Entwicklung von Brustkrebs, wenn seine Expression durch die Integration des Maus-Mammatumorvirus (MMTV), eines Retrovirus in der Nähe des int1-Gens (heute Wnt-1) aktiviert wird.
An der Signaltransduktion des Wnt-Signalweges sind zahlreiche Proteine beteiligt. Er ist essentiell für die normale Embryonalentwicklung (Embryogenese) und wird auch bei bestimmten Krebsformen beobachtet. Nach derzeitigem Wissensstand bindet das Wnt-Signalprotein an den Rezeptor Frizzled (zusammen mit dem Co-Rezeptor LRP), welcher das Protein Dishevelled aktiviert, welches wiederum inhibierend auf einen Proteinkomplex (bestehend aus GSK-3β (eine Kinase), dem Tumor-suppressor Protein APC und dem Protein Axin-1) einwirkt, der normalerweise β-Catenin abbaut. Da nun die Degradation von β-Catenin inhibiert ist, sammelt sich dieses im Cytoplasma und im Zellkern an. Im Zellkern bildet das β-Catenin mit TCF/LEF einen Protein-Komplex und aktiviert so spezifische Zielgene.
An der Entdeckung und Aufklärung des Wnt-Signalwegs waren wesentlich Harold Varmus und Roel Nusse beteiligt.

## Wnt-Signalweg und APC-Gen (Adenomatous polyposis coli-Protein)
Das APC-Gen ist ein Tumorsuppressorgen, welches zuerst bei einem bestimmten Typ von Darmkrebs mutiert gefunden wurde. Jedoch kann dieses Gen auch bei anderen Krebsarten mutieren. Das Gen kodiert für das APC-Protein, das im Wnt-Signalweg an der Degradation von β-Catenin beteiligt ist.